# Pseudochondrostoma
Pseudochondrostoma is een geslacht van straalvinnige vissen uit de familie van karpers (Cyprinidae).

## Soorten
- Pseudochondrostoma duriense (Coelho, 1985)
- Pseudochondrostoma polylepis (Steindachner, 1864)
- Pseudochondrostoma willkommii (Steindachner, 1866)